# Spichrze w Bydgoszczy
Spichrze w Bydgoszczy – zabytkowe budynki magazynowe w Bydgoszczy w strefie staromiejskiej nad Brdą.

## Położenie
Spichrze w Bydgoszczy znajdują się w większości na nabrzeżach rzeki Brdy i Młynówki. Kilka z nich zachowało się ponadto w głębi miasta lokacyjnego.

## Przeznaczenie
Spichrze wykorzystywano niegdyś do magazynowania produktów rolnych oraz spożywczych, transportowanych drogą wodną do Gdańska, oraz Kanałem Bydgoskim do Berlina.

## Historia

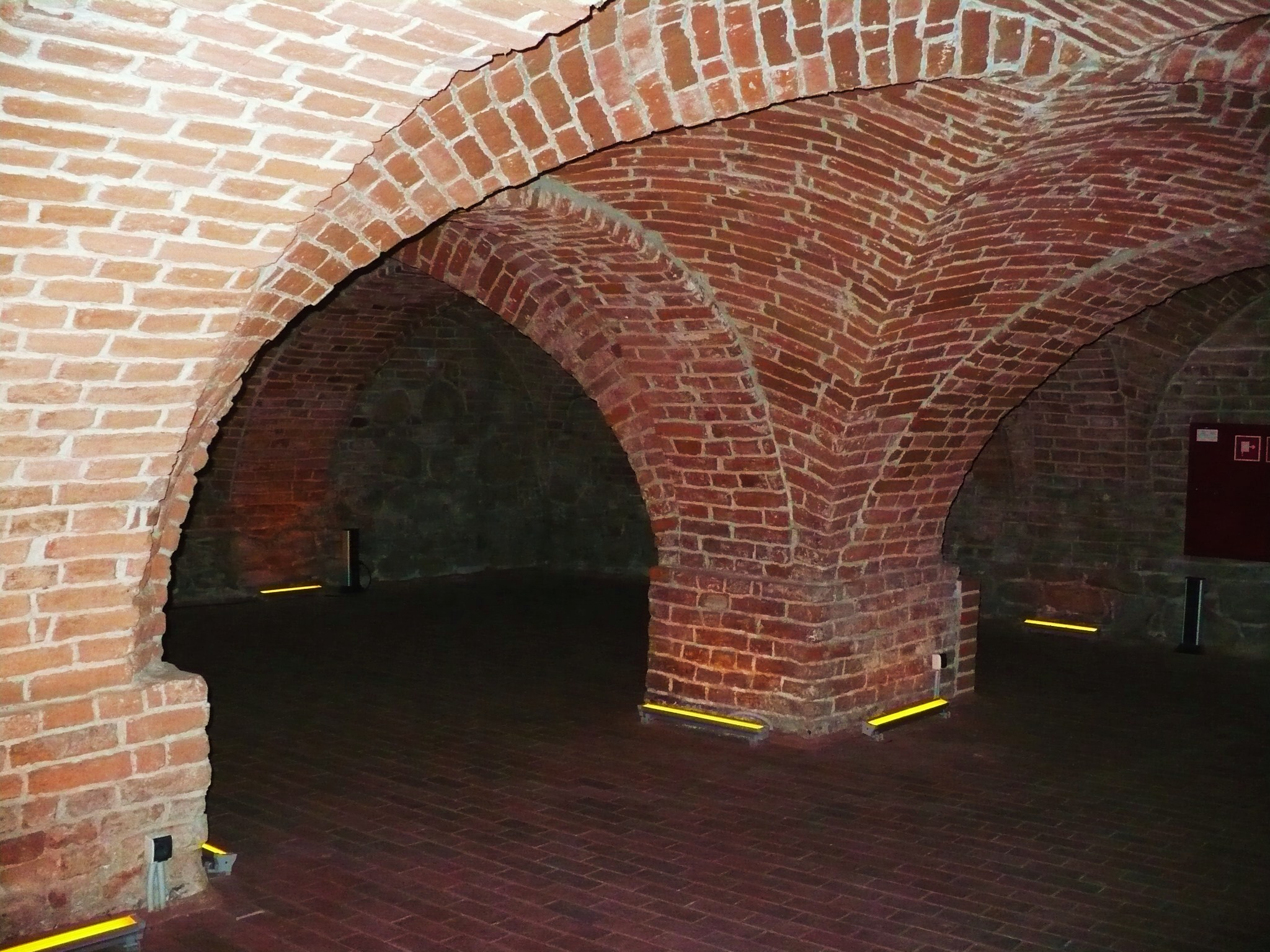
Gotyckie piwnice Białego Spichlerza (XV w.)

Obecność Spichlerzy zbożowych w Bydgoszczy związana jest z istotną rolą miasta w handlu spławnym (wiślanym) z Gdańskiem.
Żegluga rzeczna była w staropolskiej Bydgoszczy jedną z najważniejszych dziedzin gospodarki i jedną z przyczyn rozwoju miasta w wiekach XV-XVII.
Spław drewna na Brdzie wzmiankowano już w XIV wieku, od początku XV wieku istnieją zapisy o spławie zboża z Bydgoszczy do Gdańska, a w wieku XVI miasto należało do największych ośrodków handlu spławnego w Rzeczypospolitej. Ocenia się, że w II połowie XVI wieku, co dziesiąty mieszkaniec miasta był gospodarczo związany ze spławem wiślanym, a bogaci kupcy zbożowi piastowali najważniejsze stanowiska w samorządzie miejskim.
Istniały dwa bractwa trudniące się handlem spławnym (bardzo rzadkie w miastach koronnych): szyprów, założone w 1487 r. oraz sterników i pomagrów (1591 r., ok. 80 członków).
W 1579 r. w rejestrze komory wiślanej w Białej Górze zanotowano 225 statków z Bydgoszczy, na ogólną liczbę statków 1391. Wynika z tego, że w tym roku co szósty statek zdążający do Gdańska miał swój port macierzysty w Bydgoszczy. W XVI-XVII wieku przy porcie miejskim istniała stocznia rzeczna, w której naprawiano szkuty oraz spichlerze o trudnej do ustalenia liczbie.
Kronikarze bernardynów bydgoskich, a za nim również burmistrz Wojciech Łochowski na początku XVII wieku pisali:

„…Bydgoszcz słynie także z portu. Po obu stronach rzeki ma budowle okazałe, warte oglądania, wzniesione wyłącznie w celu magazynowania zboża, które w ogromnych ilościach zwożą tu z Wielkopolski, a szczególnie z całych Pałuk, Krajny i krain kaszubskich. W całym Królestwie Polskim trudno znaleźć drugie miasto, gdzie każdego roku gromadzono by tak wielkie ilości zboża; stąd w dogodnej porze wywozi się je do Gdańska. Z Gdańska z kolei, w górę rzeki, przywozi się do Bydgoszczy mnóstwo śledzi, soli zamorskiej, pomarańczy, win francuskich, reńskich, kanaryjskich, kreteńskich lub małmazyjskich…”

Spichlerze użytkowane na obu nabrzeżach Brdy były własnością mieszczan, ale nie wszystkie, gdyż niektóre z nich należały do szlachty, gdańszczan, czy też biskupstwa gnieźnieńskiego.
Po rozbiorach Polski rola handlowa Bydgoszczy nie zmalała. Co prawda handel wiślany uległ ograniczeniu, ale w zamian powstała nowa droga wodna Wisła-Odra przez Kanał Bydgoski, Noteć i Wartę. W Bydgoszczy powstał Węzeł Wodny, wykorzystywany przez następne 200 lat dla transportu towarowego.
W związku z tym w latach 1772–1800 powstało w Bydgoszczy szereg nowych spichlerzy, które w części zachowały się do dzisiaj.
Budynki stojące z reguły na nabrzeżach Brdy oraz na Wyspie Młyńskiej, początkowo służyły do magazynowania produktów spożywczych i rolnych, przeładowywanych ze statków i barek.
Po 1851 r. coraz większe znaczenie posiadał transport kolejowy, wobec czego spichrze nad Brdą w większym stopniu wykorzystywano do magazynowania wyrobów kamionkowych, szkła, porcelany, wyrobów bednarskich i spożywczych.
Zmniejszenie liczby budynków magazynowych w Bydgoszczy przyniosły czasy okupacji hitlerowskiej w latach 1939–1945. W 1940 r. rozebrano spichlerz stojący naprzeciw wyspy św. Barbary, zaś w styczniu 1945 r. w wyniku ostrzału spaleniu uległ cały kompleks spichlerzy królewskich w zakolu Brdy.
Ocalałe z pożogi wojennej obiekty spełniały rolę gospodarczą do lat 60. XX wieku. W 1960 r. w wyniku pożaru utracono dwa spichlerze w kompleksie nad Brdą, a pozostałe trzy przeznaczono na cele muzealne i administracyjne. W 1975 r. Muzeum Okręgowemu przekazano natomiast dwa obiekty na Wyspie Młyńskiej.
Dzisiaj szachulcowe spichlerze stanowią symbol Bydgoszczy nawiązujący do tradycji handlowej miasta, związanej z żeglugą śródlądową.

## Charakterystyka
Większość spichlerzy bydgoskich zbudowano w konstrukcji szachulcowej.

### Spichlerz holenderski
Jest położony nad Brdą, przy ul. Grodzkiej. Zbudowany został przed 1793 r. W 1964 r. został zaadaptowany na siedzibę Wojewódzkiego Konserwatora Zabytków oraz Przedsiębiorstwo Imprez Artystycznych Estrada. Po remoncie przeprowadzonym w latach 1993–2002 władze miejskie przeznaczyły go dla potrzeb Muzeum Okręgowego im. Leona Wyczółkowskiego w Bydgoszczy. Od 11 kwietnia 2002 r. mieści się w nim Muzeum Bydgoszczy, w którym znajduje się stała ekspozycja Pamiątek Bydgoskich, a także punkt Informacji Turystycznej.
Jest to budowla parterowa, z trójkondygnacyjnym poddaszem i dachem o krążynowej konstrukcji. W połaci dachowej znajdują się lukarny.

### Spichlerze zbożowe nad Brdą
Są położone przy ul. Grodzkiej 9 i 11. Zostały zbudowane w latach 1793–1800 przez kupca Samuela Gotloba Engelmanna i przez ponad 150 lat służyły celom magazynowym. Po wielkim pożarze w lutym 1960 r., który strawił dwa budynki przylegające do Rybiego Rynku noszące numery 13 i 15, władze miejskie ocalałe obiekty przeznaczyły dla potrzeb Muzeum Okręgowego im. Leona Wyczółkowskiego w Bydgoszczy. W latach 1962–1964 zostały zaadaptowane na cele wystawiennicze. W latach 1998–2006 przeprowadzono generalny remont budynków, a w r. 2018 remont elewacji.
Są to budowle o konstrukcji szachulcowej, charakteryzującej się drewnianym szkieletem z ceglanymi wypełnieniami pól. Czterokondygnacyjny spichlerz przy Grodzkiej 9 został przebudowany, w 3 ćwierci XIX wieku, natomiast spichlerz przy Grodzkiej 11 jest trzykondygnacyjny. Oba budynki są nakryte dachami dwuspadowymi z wystawkami.

### Biały Spichlerz
Jest zlokalizowany we wschodniej części Wyspy Młyńskiej (tzw. Wyspie Menniczej), na nabrzeżu Brdy, w sąsiedztwie jazu farnego. Jest najstarszą zachowaną budowlą na obszarze Wyspy. Został zbudowany w latach 90. XVIII w. i aż do 1974 r. pełnił funkcję magazynu zbożowego.
Od lat 80. XX w. mieści się w nim dział historii Muzeum Okręgowego im. Leona Wyczółkowskiego w Bydgoszczy. Eksponuje się tu głównie historię miasta i tradycje rzemiosła bydgoskiego i kujawskiego. W latach 2006–2008 budynek został gruntownie odnowiony w ramach programu Renowacja obiektów dziedzictwa kulturowego na Wyspie Młyńskiej oraz przeznaczony do eksponowania zbiorów archeologicznych.
Jest to budynek piętrowy, z użytkowym poddaszem, wzniesiony na rzucie wydłużonego prostokąta, nakryty dachem dwuspadowym z facjatkami. Został wykonany w konstrukcji szachulcowej. Spośród innych obiektów wyróżnia go gotycka piwnica zachowana z XV wieku, o krzyżowym sklepieniu, wspartym na masywnych ceglanych filarach. Zachował się pierwotny jednoprzestrzenny układ wnętrz, z drewnianymi słupami (obecnie przekształcony na parterze).

### Czerwony Spichlerz
Stoi naprzeciw mostu Młyńskiego i jest największym z zachowanych spichlerzy bydgoskich. Jest to dawny, tzw. Młyn Camphausena z 1861 r., zbudowany według projektu architekta Wolffa.
Za budynkiem rozpoczyna się Międzywodzie, dzielące Wyspę Młyńską.
Do Czerwonego Spichrza przylegał niegdyś budynek mieszczący koła wodne napędzające młyn, a w 1917 r. wybudowano dodatkowo elektrownię wodną. Do budynku przylega Dom Młynarza, obecnie odrestaurowany.
W 1979 roku przeszedł w użytkowanie, a w 1997 roku stał się własnością Muzeum Okręgowego im. Leona Wyczółkowskiego w Bydgoszczy. W latach 2006–2008 został gruntownie odnowiony w ramach programu Renowacja obiektów dziedzictwa kulturowego na Wyspie Młyńskiej. Od 2009 r. mieści się w nim Galeria Sztuki Nowoczesnej.
Czerwony Spichlerz stanowi masywną, czterokondygnacyjną, ceglaną budowlę z podpiwniczeniem. Na osi elewacji frontowej znajduje się dwupiętrowy ryzalit, kondygnacje są rozdzielone ceglanymi gzymsami, a okna zamknięte półkoliście, z archiwoltami.
Układ wnętrz poszczególnych kondygnacji wyznaczony jest trzema rzędami drewnianych słupów. W piwnicach znajdują się ceglane sklepienia odcinkowe. W wyniku remontu i przebudowy w 2008 r., obiekt wzbogacił się o przeszkloną klatkę schodową przylegającą do budynku od strony północnej.

### Spichlerz przy ul. Stary Port
Jest zlokalizowany przy ul. Stary Port 13, na nabrzeżu rzeki Brdy. Zbudowany został w latach 1830–1840. W latach 90. XX w. został zaadaptowany na restaurację „Stary Port”. Obecnie jest użytkowany przez instytucje komercyjne.
Budynek został wzniesiony na planie wydłużonego prostokąta, w konstrukcji szkieletowej inaczej słupowo-ryglowej, z wypełnieniem ceglanym (o takich budynkach mówi się potocznie, że są z "muru pruskiego").
Jest dwupiętrowy, z dwukondygnacyjnym poddaszem, nakryty dachem dwuspadowym z wystawkami. Na osi ściany szczytowej wschodniej, na wszystkich kondygnacjach zachowane są dwuskrzydłowe wrota. Wnętrze parteru jest ukształtowane przez dwa rzędy słupów.

### Spichlerz „Karczma Młyńska”
Usytuowany jest na Wyspie Młyńskiej, na nabrzeżu Młynówki. Został zbudowany około 1835 roku w konstrukcji szachulcowej, z wypełnieniami ceglanymi, nietynkowanymi.
Budynek został wzniesiony na rzucie wydłużonego prostokąta. Jest piętrowy, z użytkowym poddaszem. W połaci dachu znajdują się tynkowane wystawki.
W spichlerzu w latach 90. XX wieku zostały przeprowadzone gruntowne prace remontowe. Obecnie mieści się tu restauracja „Karczma Młyńska”.

### Spichlerz przy Nowym Rynku
Powstał w trzeciej ćwierci XIX wieku. Początkowo był użytkowany jako kaszarnia, od 1925 r. mieściła się w nim sieczkarnia i śrutownia, a po 1945 roku magazyn. W 1981 został przekazany dla potrzeb prawosławnej parafii św. Mikołaja w Bydgoszczy

## Spichrze istniejące
Spichrze w Bydgoszczy
| Obiekt                        | Adres                         | Lata budowy         | Nr rej. zabytków              | Uwagi | Zdjęcie |
| ----------------------------- | ----------------------------- | ------------------- | ----------------------------- | --- | ------- |
| Spichlerz holenderski         | ul. Grodzka 7                 | Przed 1793          | 418 z 25.01.1960 i 12.05.1993 | Mieści wystawę stałą „Od Starego Rynku do placu Wolności. Spacer ulicami międzywojennej Bydgoszczy” Muzeum Okręgowego im. Leona Wyczółkowskiego w Bydgoszczy |         |
| Biały Spichlerz               | ul. Mennica 2 – Wyspa Młyńska | 1789-1799           | A/180 z 15.06.1985            | Mieści Zbiory Archeologiczne Muzeum Okręgowego im. Leona Wyczółkowskiego w Bydgoszczy                                                                        |         |
| Spichlerz nad Brdą            | ul. Grodzka 9                 | 1793-1800           | 455 z 15.07.1961 i 12.05.1993 | Mieści wystawy stałe i czasowe Muzeum Okręgowego im. Leona Wyczółkowskiego w Bydgoszczy                                                                      |         |
| Spichlerz nad Brdą            | ul. Grodzka 11                | 1793-1800           | 456 z 15.07.1961 i 12.05.1993 | Mieści wystawy stałe i czasowe Muzeum Okręgowego im. Leona Wyczółkowskiego w Bydgoszczy                                                                      |         |
| Spichlerz                     | ul. Pod Blankami 6            | Początek XIX wieku  | A/296/1 z 22.01.1992          | Mieści biura i mieszkania |         |
| Karczma Młyńska               | ul. Mennica 1 – Wyspa Młyńska | 1835                | A/328/1-9 z 9.06.1992         | Mieści restaurację „Karczma Młyńska” |         |
| Spichlerz przy ul. Stary Port | ul. Stary Port 13             | 1830-1840           | A/400/1-2 z 28.02.1994        | Mieści instytucje komercyjne |         |
| Czerwony Spichlerz            | ul. Mennica 8 – Wyspa Młyńska | 1861                | A/328/1-9 z 9.06.1992         | Mieści Galerię Sztuki Nowoczesnej Muzeum Okręgowego im. Leona Wyczółkowskiego w Bydgoszczy                                                                   |         |
| Spichlerz                     | ul. Zaułek 22                 | II połowa XIX wieku | A/1325/1-2 z 12.07.2007       | Oficyna tylna kamienicy ul. Długa 53 |         |
| Spichlerz szachulcowy         | ul. Nowy Rynek 5              | 1875-1900           | A/285 z 28.12.2004            | Użytkowany przez cerkiew prawosławną pw. św. Mikołaja |         |

Zwyczajowo spichrzami nazywa się trzy obiekty położone przy ul.Grodzkiej, które malowniczo wkomponowane w krajobraz miasta, stanowią dzisiaj jeden z jego symboli.

## Spichlerze utracone

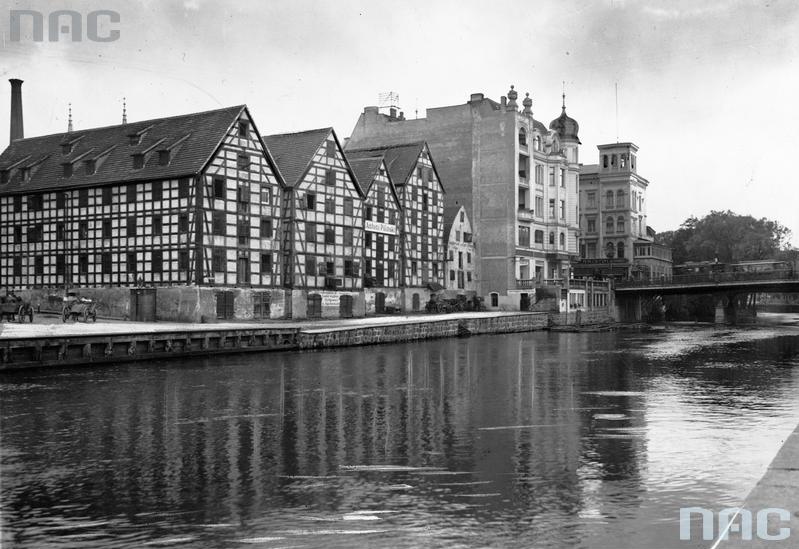
Spichrze przy ulicy Grodzkiej, nad Brdą w 1925 roku

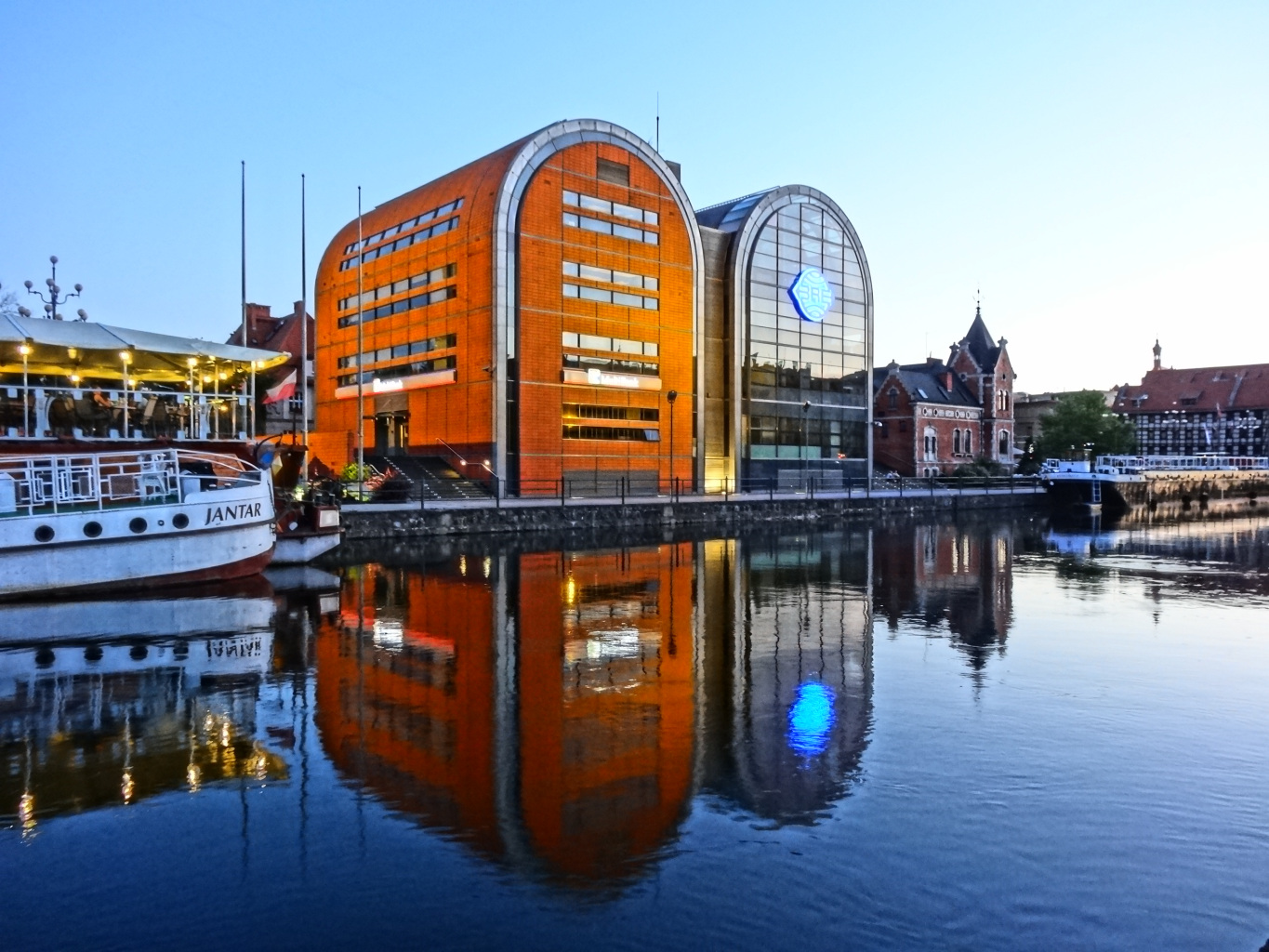
Szklane spichrze i pałacyk Lloyda

W XV-XVIII wieku w Bydgoszczy znajdowało się kilkadziesiąt spichlerzy, prawdopodobnie o konstrukcji szachulcowej.
Do czasów dzisiejszych nie zachował się żaden z nich.
Na ich fundamentach po 1772 r., kiedy Bydgoszcz przeszła pod władze Królestwa Prus, zbudowano obiekty z muru pruskiego. Niektóre ze zbudowanych wówczas budynków przetrwały do dzisiaj, ale większość wyburzono jeszcze w XIX wieku oraz w czasach nowożytnych.
Do ważniejszych obiektów, które uległy zniszczeniu należą:
- zespół spichrzy na północnym nabrzeżu Brdy, rozebranych do 1900 r. w trakcie budowy pierzei kamienic przy Placu Teatralnym;
- spichlerz przy ul. Grodzkiej 5, rozebrany w 1940 r. przez okupacyjne władze hitlerowskie;
- spichrze królewskie zbudowane do 1789 r. w zakolu Brdy; spalone i rozebrane w 1945 r.; na ich miejscu znajduje się Opera Nova;
- dwa spichrze przy ul. Grodzkiej 13 i 15, spalone i rozebrane w 1960 r.

## Szklane spichrze
W latach 1995–1996 na nabrzeżu Brdy, w pobliżu tzw. pałacyku Lloyda, wzniesiono zespół budynków należących do mBanku w Bydgoszczy. Zwane są „nowymi spichrzami” lub „szklanymi spichrzami” i zaliczają się do najbardziej udanych realizacji architektonicznych w Polsce po 1990 r. Forma budynków nawiązuje do zabytkowych spichlerzy znajdujących się tuż obok. W 2011 r. w budynkach znajdował się oddział MultiBanku oraz biura Atos Origin IT Services sp. z o.o.